# سبانيش فورك
سبانيش فورك (يوتا) (بالإنجليزية: Spanish Fork, Utah)‏ هي مدينة تقع في الولايات المتحدة في مقاطعة يوتا، يوتا. يقدر عدد سكانها بـ 36,956 نسمة ومساحتها 39.8 كم2 وترتفع عن سطح البحر 1,395 متر.

## التركيبة السكانية
حدّد مكتب تعداد الولايات المتحدة بيانات التركيبة السكانية لسبانيش فورك في تعداد الولايات المتحدة. في ما يلي، التركيبة السكانية حسب تعدادي 2000 و2010.

### تعداد عام 2000
بلغ عدد سكان سبانيش فورك 20,246 نسمة بحسب تعداد عام 2000، وبلغ عدد الأسر 5,534 أسرة وعدد العائلات 4,777 عائلة مقيمة في المدينة. في حين سجلت الكثافة السكانية 482.3 نسمة لكل كيلومتر مربع (1,249.2/ميل2). وبلغ عدد الوحدات السكنية 5,808 وحدة بمتوسط كثافة قدره 138.4 لكل كيلومتر مربع (358.5/ميل2).
وتوزع التركيب العرقي للمدينة بنسبة 95.30% من البيض و0.20% من الأمريكيين الأفارقة و0.56% من الأمريكيين الأصليين و0.31% من الأمريكيين ذوي الأصول الآسيوية و0.29% من سكان جزر المحيط الهادئ و2% من الأعراق الأخرى و1.34% من عرقين مختلطين أو أكثر و4.25% من الهسبانيون أو اللاتينيون من أي عرق.
بلغ عدد الأسر 5,534 أسرة كانت نسبة 59.7% منها لديها أطفال تحت سن الثامنة عشر تعيش معهم، وبلغت نسبة الأزواج القاطنين مع بعضهم البعض 75.4% من أصل المجموع الكلي للأسر، ونسبة 8.4% من الأسر كان لديها معيلات من الإناث دون وجود شريك،  بينما كانت نسبة 2.5% من الأسر لديها معيلون من الذكور دون وجود شريكة وكانت نسبة 13.7% من غير العائلات. تألفت نسبة 11.9% من أصل جميع الأسر من عدة أفراد يعيشون في نفس المنزل ونسبة 5.5% كانت تتألف من شخص يعيش بمفرده يبلغ من العمر 65 عاماً أو أكثر. وبلغ متوسط حجم الأسرة المعيشية 3.59، أما متوسط حجم العائلات فبلغ 3.91.
بلغ العمر الوسطي للسكان 24.1 عاماً. وكانت نسبة 39.7% من القاطنين تحت سن الثامنة عشر، وكانت نسبة 11.3% بين الثامنة عشر والرابعة والعشرين عاماً، ونسبة 28.8% كانت واقعةً في الفئة العمرية ما بين الخامسة والعشرين والرابعة والأربعين عاماً، ونسبة 12.1% كانت ما بين الخامسة والأربعين والرابعة والستين، ونسبة 6.1% كانت ضمن فئة الخامسة والستين عاماً فما فوق. يوجد لكل 100 أنثى 100.0 ذكر، ويوجد لكل 100 أنثى في الثامنة عشر من عمرها فما فوق 97.1 ذكر.
بلغ متوسط دخل الأسرة في المدينة 48,705 دولارًا، أما متوسط دخل العائلة فبلغ 51,209 دولارًا. وكان متوسط دخل الذكور 36,023 دولارًا مقابل 23,727 دولارًا للإناث. وسجل دخل الفرد الخاص بالمدينة 15,127 دولارًا. وكانت نسبة 3.8% من العائلات ونسبة 4.5% من السكان تحت خط الفقر، وكان من هؤلاء نسبة 5.3% تحت سن الثامنة عشر ونسبة 4.5% في الخامسة والستين من العمر وما فوق.

### تعداد عام 2010
بلغ عدد سكان سبانيش فورك 34,691 نسمة بحسب تعداد عام 2010، وبلغ عدد الأسر 9,069 أسرة وعدد العائلات 7,885 عائلة مقيمة في المدينة. في حين سجلت الكثافة السكانية 826.4 نسمة لكل كيلومتر مربع (2,140.4/ميل2). وبلغ عدد الوحدات السكنية 9,440 وحدة بمتوسط كثافة قدره 224.9 لكل كيلومتر مربع (582.5/ميل2).
وتوزع التركيب العرقي للمدينة بنسبة 90.91% من البيض و0.41% من الأمريكيين الأفارقة و0.54% من الأمريكيين الأصليين و0.59% من الأمريكيين ذوي الأصول الآسيوية و0.69% من سكان جزر المحيط الهادئ و4.40% من الأعراق الأخرى و2.46% من عرقين مختلطين أو أكثر و10.60% من الهسبانيون أو اللاتينيون من أي عرق.
بلغ عدد الأسر 9,069 أسرة كانت نسبة 60.8% منها لديها أطفال تحت سن الثامنة عشر تعيش معهم، وبلغت نسبة الأزواج القاطنين مع بعضهم البعض 75.3% من أصل المجموع الكلي للأسر، ونسبة 8.4% من الأسر كان لديها معيلات من الإناث دون وجود شريك،  بينما كانت نسبة 3.2% من الأسر لديها معيلون من الذكور دون وجود شريكة وكانت نسبة 13.1% من غير العائلات. تألفت نسبة 11.3% من أصل جميع الأسر من عدة أفراد يعيشون في نفس المنزل ونسبة 4.3% كانت تتألف من شخص يعيش بمفرده يبلغ من العمر 65 عاماً أو أكثر. وبلغ متوسط حجم الأسرة المعيشية 3.73، أما متوسط حجم العائلات فبلغ 4.06.
بلغ العمر الوسطي للسكان 25.0 عاماً. وكانت نسبة 40.9% من القاطنين تحت سن الثامنة عشر، وكانت نسبة 9.1% بين الثامنة عشر والرابعة والعشرين عاماً، ونسبة 31% كانت واقعةً في الفئة العمرية ما بين الخامسة والعشرين والرابعة والأربعين عاماً، ونسبة 13.5% كانت ما بين الخامسة والأربعين والرابعة والستين، ونسبة 5.5% كانت ضمن فئة الخامسة والستين عاماً فما فوق. وتوزع التركيب الجنسي للسكان بنسبة 50.7% ذكور و49.3% إناث.

## أعلام
- جيني بي. ونايت
- لاكي بلو سميث